# リファンピシン
リファンピシン (rifampicin) は、抗菌薬の一種。
分子式C43H58N4O12、分子量822.95の有機化合物。リファンピン (rifampin) ともいう。製品名はリファジン®カプセル150mg(第一三共製造販売)。
放線菌の一種 Streptomyces mediterranei が生産するリファマイシンから半合成される。

## 作用機序
細菌のRNAポリメラーゼに直接作用してRNA合成の開始反応を阻害することにより抗菌力を発揮する。

## 薬物相互作用
リファンピシンは薬物代謝酵素であるCYP3A4の誘導を行うため、この薬物相互作用に対して注意を要する（この酵素によって代謝される薬物の血中濃度を低下させるため、この酵素で代謝される薬が効きにくくなる）。

## 効能・効果

### 適応菌種
- 本剤に感受性を持つマイコバクテリウム属

### 適応症
- 肺結核及びその他の結核症
- マイコバクテリウム・アビウムコンプレックス(MAC)症を含む非結核性抗酸菌症(NTM)
- ハンセン病

## 臨床応用
結核やハンセン病の治療に用いられる。副作用としては肝機能障害などが挙げられる。
多剤耐性緑膿菌や多剤耐性アシネトバクター・バウマニの感染症に対してコリスチンとの併用療法に用いられることがある（この場合、保険適用外使用となるため自由診療となる）。コリスチンとリファンピシンの併用療法はin vitro及びin vivoで相乗効果があることが確認されている。
CYP3A4で代謝される薬は薬物相互作用に気をつけなければならない。特にHIVプロテアーゼ阻害薬、デラルビシン、ボリコナゾール、プラジカンテルは併用禁忌となっている。
日本では第一製薬(現第一三共)、科研製薬、日本チバガイギー(現ノバルティス)などから販売されており、1996年に厚生大臣より希少疾病用医薬品の指定を受けた。

## 分子生物学での利用
リファンピシンは他の抗生物質に比べ自然耐性をもたれやすい。そのため、大腸菌の可逆的リファンピシン耐性変異株を利用することで、in vivoにおけるRNA合成を開始段階で同調させることができる。また、RNAの伸長反応は阻害しないので、オペロンの構造分析にも利用できる。

## 認知症への応用
大阪市立大学の富山貴美研究教授がリファンピシンに、アルツハイマー病の原因となるタンパク質であるアミロイドβ（ベータ）・オリゴマーの蓄積を抑える作用があると発表。
研究のきっかけとなったのは、1992年に報告された、日本のハンセン病患者に関する論文。ハンセン病患者の人たちは高齢になっても認知症を発症する頻度が極めて低かった。ハンセン病患者は当時の国の政策によって長期にわたって外界から隔絶され、しかも、同じ薬を投与され続けてきた。
主な薬はダプソン、クロファジミン、そしてリファンピシン。これらの薬を入手して「アミロイドβ」の凝集を防げるか調べたところ、最も顕著に効果が現れたのがリファンピシンだった。
その後、原因タンパク質の小さな集合体であるオリゴマーの形成を抑えることができるかを調べると、ここでもリファンピシンが優れた結果をもたらした。さらに研究を重ね、リファンピシンはアミロイドβだけでなく、タウやαシヌクレインといった、様々な原因タンパク質のオリゴマー形成も抑制することが判明。
これにより、リファンピシンがアルツハイマー病だけでなく、脳の神経細胞が徐々に失われることで発症する、他のタイプの認知症にも効く可能性があることが示された。